# 钝齿阴地蕨
钝齿阴地蕨（学名：Botrychium modestum）为阴地蕨科阴地蕨属下的一个种。

## 扩展阅读
- 維基物種上的相關：钝齿阴地蕨